# Daderkennis
Daderkennis of daderwetenschap is informatie die alleen de dader van een misdrijf ter beschikking kan hebben.
Als iemand daderkennis heeft, dan is dat een duidelijke aanwijzing dat hij de dader is. Voorbeelden van daderkennis zijn: de plaats waar de buit is verstopt, de wijze waarop de moord is gepleegd. Vermoedelijke daderkennis is nog geen bewijs dat de persoon ook schuldig is. Het is mogelijk dat de persoon wel bij een misdrijf betrokken is, maar niet de dader is. Ook kan de dader later daderkennis gedeeld hebben met andere personen, waardoor zij ook op de hoogte raken.
Soms is justitie reeds op de hoogte van bepaalde feiten. Het komt dan voor dat in het belang van het onderzoek geen mededelingen gedaan worden over de details van het misdrijf. Vaak hoopt men in dat geval dat de dader zich door daderkennis zal verraden, wat natuurlijk niet meer kan als de gegevens reeds in het nieuws zijn geweest. Ook wordt dergelijke daderkennis wel gebruikt om een valse van een echte bekentenis te onderscheiden.
Soms ook is justitie niet op de hoogte van bepaalde feiten. Het kan gebeuren dat een verdachte tijdens het verhoor details geeft, bijvoorbeeld over de plaats waar een lijk is begraven. Dergelijke gegevens kunnen geverifieerd worden en gelden, als ze kloppen, als daderkennis.